# Бренеро
 Тази статия е за общината в Северна Италия.  За алпийския проход вижте Бренер.  
Брѐнеро (на италиански: Brennero; на немски: Brenner, Бренер) е община в Северна Италия, автономна провинция Южен Тирол, автономен регион Трентино-Южен Тирол. Разположена е на 1374 m надморска височина. Населението на общината е 2093 души (към 2010 г.).
Административен център на общината е село Коле Изарко (на италиански: Colle Isarco; на немски: Gossensaß, Госензас). В общинската територия се намира алпийския проход Бренер.

## Език
Официални общински езици са и италианският и немският. Най-голямата част от населението говори немски. В общината се говори и други романски език, ладинският.
| %     | Роден език      |
| 18,64 | Италиански език |
| 80,86 | Немски език     |
| 0,5   | Ладински език   |